# Da’an (sockenhuvudort i Kina, Zhejiang Sheng, lat 27,45, long 119,88)
Da'an (kinesiska: Ta-an-ts’un, Da’an, 埠尾, 大安乡) är en sockenhuvudort i Kina. Den ligger i provinsen Zhejiang, i den östra delen av landet, omkring 310 kilometer söder om provinshuvudstaden Hangzhou. Antalet invånare är 5 078. Befolkningen består av 2 440 kvinnor och 2 638 män. Barn under 15 år utgör 19,0 %, vuxna 15-64 år 64 %, och äldre över 65 år 15,0 %.
Runt Da'an är det ganska tätbefolkat, med 192 invånare per kvadratkilometer. Närmaste större samhälle är Sankui, 4,2 km sydost om Da'an. I omgivningarna runt Da'an växer i huvudsak blandskog.
Genomsnittlig årsnederbörd är 2 199 millimeter. Den regnigaste månaden är juni, med i genomsnitt 339 mm nederbörd, och den torraste är oktober, med 63 mm nederbörd.